# CNEOS 2014-01-08
CNEOS 2014-01-08 (также известный, как первый межзвездный метеор; IM1) — предполагаемый межзвёздный объект, о котором в июне 2019 года впервые сообщили астрономы Амир Сирадж и Абрахам Леб, а также Космическое командование США в апреле 2022 года. Первая публикация была в 2019 году: в ней было объявлено о полуметровом метеороиде, наблюдаемом 8 января 2014 года у северо-восточного побережья Папуа — Новой Гвинеи.

## Место падения
Метеорит упал 8 января 2014 года в 17 часов по всемирному времени в море Бисмарка в нескольких километрах к северу от острова Манус. Первая информация об объекте была обнародована в 2019 году. Объект вошёл в атмосферу со скоростью 60 км в секунду. Мощность взрыва составила 121 тонну в тротиловом эквиваленте.

## Поиски
В сентябре 2022 года американский астроном Ави Леб заявил о намерении направить экспедицию к месту падения болида.
В ноябре траектория болида была уточнена.
Астероид предполагается извлекать со дна моря магнитом.
В июле 2023 года частицы межзвездного материала были найдены.